# Гоголь. Початок
«Гоголь. Початок» (рос. Гоголь. Начало) — перша частина російського кіносеріалу «Гоголь», знята режисером Єгором Барановим за мотивами творів М. В. Гоголя із збірки «Вечори на хуторі поблизу Диканьки». Головну роль зіграв Олександр Петров.
Фільм вийшов в широкий прокат 31 серпня 2017 року.
Слоган фільму: «Найтемніша ніч перед світанком».
«Гоголь. Початок» — перший з трьох фільмів проекту «Гоголь», першого серіалу Росії, який було вирішено випустити в кінопрокат.
Фільм «Гоголь. Вій» вийшов в прокат 5 квітня 2018 року, «Гоголь. Страшна помста» вийшов в прокат 30 серпня 2018 року. Наступні три фільми розбиті на 6 годинних серій, які згодом, разом з двома іншими, що не виходили у прокат і не впливали на загальну драматургію, покажуть на телеканалі «ТВ-3».

## Сюжет
Перша половина XIX століття. Десь у згубному місці поблизу села Диканька лісові розбійники зустрічають страшного вершника верхи на коні з прихованою під чорним капюшоном особою. Несподівано зі спини в нього виростають роги і він з надприродною жорстокістю розправляється зі своїми жертвами холодною зброєю, залишаючи на місці злочину загадкову мітку. Цікавить вершника переважно їхня здобич — дівчина, над якою він здійснять дивний обряд, пускає їй кров і здається поглинає її душу.

### Глава перша. Вбивства в Диканьці
1829 рік. Юний Микола Васильович Гоголь служить судовим писарем у III відділенні Власної Його Імператорської Величності канцелярії в Санкт-Петербурзі (хоча у реальному житті Третє Відділення було не розшуково-кримінальним органом, а службою державної безпеки з досить широкими повноваженнями). Під час несення служби, найчастіше при вбивствах, Гоголя турбують приступи, під час яких його переслідують дивні марення, і в несвідомому стані він записує, здавалося б, безглузді речі.
Несподівано Гоголь знайомиться із знаменитим слідчим Яковом Петровичем Гуро, який відразу відзначає незвичайні властивості молодого писаря: його беззв'язні записи виявляються цінними підказками у розслідуванні, що допомагають дуже швидко викрити вбивцю. Увечері того ж дня, Гоголь, придушений критикою і невпевненістю у власному таланті, в сльозах і безсилої люті спалює усі куплені зразки свого першого наївно-романтичного твору «Ганц Кюхельгартен». Наступним ранком Гоголя відвідує Гуро, який теплим словом підтримує його і радить не падати духом після першої невдачі проби пера, також висловлює вдячність за короткотривалу співпрацю. Гуро збирається розслідувати таємничі вбивства дівчат у Полтавській губернії біля невеликого села Диканька. Гоголь, маючі вночі марева про цю подію, просить Гуро взяти його з собою як помічника та писаря, до того ж він родом із тих місць. Гуро, зацікавлений незвичайними здібностями юнака, з легкістю дає свою згоду і вони вирушають у дорогу.
Прибувши в Диканьку, Гоголь і Гуро починають розслідування. Вбивцю описують як Темного Вершника, причому забобонне населення вкрай неохоче допомагає слідству з Петербурга, особливо в особі місцевого слідчого Олександра Христофоровича Бінха. Там же Гоголь знайомиться з дружиною поміщика Данішевського Єлизаветою, шанувальницею його творчості, до якої починає відчувати (як він себе переконує) платонічні почуття. Знайомиться він і з самим поміщиком Данішевским, людиною дивним і загадковим, що живе з дружиною відокремлено від Диканьки, незважаючи на близьке сусідство. Під час одного з марев Гоголю з'являється Оксана (як виявляється пізніше, русалка). В обмін на допомогу Миколи (впізнати серед русалок відьму, що висмоктує з утоплених силу) вона обіцяє йому допомогти у розслідуванні. На здивування Гуро з'ясовується, що такі ж вбивства відбувалися 30 років тому і для їх розкриття не вчинялися ніякі дії.
Під час чергового марева Гоголю вдається впізнати серед русалок відьму, яка опинилася Ганной з гостьового двору. Вранці Гоголь і Гуро виявляють у занедбаному млині руку (русалки, роздираючи відьму на частини, відірвали їй руку). Гоголь і Гуро припускають, що знайшли Вершника і поспішають до гостьового двору, де виявляють Ганну; у неї відсутня саме та рука, яка була знайдена біля млина. Розлючена відьма легко розправляється з Гуро, після чого нападає на Гоголя, але її вбиває Бінх. Справа розкрита і можна повертатися в Санкт-Петербург. Вночі до нього приходить Оксана в образі Лізи і каже йому, що справжній вбивця на свободі, а Ганна була лише пособницею. У цей час в сараї по сусідству, що загорівся, Вершник б'ється з Яковом Петровичем Гуро, сарай валиться, і всі вважають, що Гуро і Темний Вершник загинули під його уламками. Однак останки Вершника знайдені не були. Гоголь вирішує залишитися і закінчити розслідування самостійно.
Вночі Вершник приходить до гробу Ганни і воскрешає її. Відьма благає у Вершника пробачення, говорячи про дивні здібності Гоголя, але Вершник глухий до її благань. З сараю, де тримають тіло Ганни, лунає крик відьми.

### Глава друга. Червона свитка
Через кілька днів у Диканьці відбувається нове вбивство: баба Хавронья гине прямо під час побачення при свічках з Поповичем, своїм коханцем. Той залишається живий, але марить про свинячі голови і червоні свита, символ подружньої невірності, який чорт підкидає до порога. Вбивство ініційовано так, наче його зробив Темний Вершник, але Гоголь під час марення малює лист липи («липа» означає підробку), а прокинувшись швидко помічає, що знак Вершника в хаті Хавроньї намальований з помилкою. Коли в будинку виявляється знаряддя вбивства, провину бере на себе чоловік покійної.
На допомогу Гоголю приводять місцевого доктора Леопольда Леопольдовича Бомгарта — людини виключно наукового складу розуму, який заперечує існування нечистої сили. Розтин трупа показує, що баба Хавронья померла не від завданої рани, а від розриву серця через сильний переляк. Її привид починає з'являтися і погрожує пасербиці Парасці, у якої скоро весілля. Гоголя ж знову мучать марева про Оксану та Єлизавету: за словами русалки, щоб навчитися контролювати свій дар, Микола повинен відмовитися від людських прив'язаностей, в першу чергу, від почуттів до Лізи.
Розгадку Гоголь знаходить за допомогою коваля Вакули та доктора Бомгарта: свічка, куплена Параскою у циган (яка горіла під час побачення Хавроньї і поповича), начинена галюциногенами — Гоголь, ледве вдихнувши дим від цієї свічки, бачить один із своїх страхів: Пушкіна, що насміхається над ним, критики котрого своєї творчості він дуже боїться. Зрозумівши, що вбивця — це Параска, яка інсценувала напад Вершника, щоб мачуха не заважала їй вийти заміж. Гоголь викриває її та тікає в ліс. З допомогою чаклунства Параску ловить привид Хавроньї і віддає Вершнику як нову жертву. Гоголь, Яким, Вакула і доктор Бомгарт, намагаючись наздогнати дівчину, почувши її крик, хочуть допомогти, але шлях їм перегороджує вбита Хаврон'я і чаклунством підкидає і кружляє у повітрі. Лише завдяки свічці, запаленій не поміченим для Хавроньї доктором Бомгартом, героям вдається врятуватися. Також відбувається несподіване: привид Хавроньї, зустрівшись один на один з Гоголем, несподівано приходить в жах і з криком «Ні! Не підходь до мене! Темний…» зникає, залишивши Гоголя і його друзів у подиві. Але довго дивуватися не доводиться: Параска знайдена мертвою у човні біля берега річки, а на землі біліє моторошний символ Темного Вершника.
Наступним ранком на гостьовому дворі Гоголь збирає доктора Бомгарта, коваля Вакулу і свого слугу Якима — єдиних людей, кому він може довіряти у всій Диканьці; всі троє погоджуються надати йому допомогу в боротьбі зі страшним супротивником. Непомітно для всіх у старому дзеркалі з'являється усміхнена Оксана. З'ясовується, що серед речей Якова Петровича Гуро залишилася скриня, який той наказав віддати Гоголю в разі непередбачених обставин. Вакула легко розкриває замок скрині, ключа від якої ніхто не міг знайти. Доторкнувшись до замка, Гоголь отримує нове видіння: наступною жертвою Темного Вершника може стати Ліза. Усмішка сходить з обличчя Оксани, і вона зникає.
Глава і перший фільм закінчуються на сцені, де, здавалося б загиблий у пожежі Яків Петрович Гуро оглядає село Диканьку, стоячи на обриві.

## У головних ролях
| Актор              | Персонаж                     |
| ------------------ | ---------------------------- |
| Олександр Петров   | Микола Васильович Гоголь     |
| Євген Стичкін      | Олександр Христофорович Бінх |
| Таїсія Вілкова     | Єлизавета (Ліза) Данішевська |
| Артем Ткаченко     | Олексій Данішевський         |
| Катерина Бурлакова | черниця                      |
| Сергій Бадюк       | Вакула                       |
| Ян Цапник          | Леопольд Бомгарт             |
| Березня Тимофєєва  | Василина                     |
| Юлія Франц         | Оксана                       |

## Знімальна група
- Автор ідеї — Олександр Цекало
- Автори сценарію — Наталя Меркулова, Олексій Чупов, Кім Бєлов, Тихон Корнєв, Філіп Коняшов, Олексій Караулів
- Режисер-постановник — Єгор Баранов
- Оператор-постановник — Сергій Трофимов, R. G. C.
- Художники-постановники — Олена Жукова, Максим Сергєєв
- Художники костюмів — Вікторія Ігумнова
- Художник по гриму — Тамара Фрід
- Супервайзер комп'ютерної графіки — Євген Барулін
- Композитор — Rayn Otter
- Звукорежисери — Михайло Алексєєнков, Олександр Чижов, Микита Єршов
- Звукорежисер перезапису — Ігор Іншаков
- Другий режисер по плануванню — Віра Крюкова
- Другі режисери на майданчику — Олена Власова, Галина Стрижевська
- Кастинг-директор — Алла Петелина
- Маркетинг-директор — Лілі Шерозия
- Артдиректор — Олександр Комаровський
- Другі оператори — Павло Гусєв, Євген Кордунский
- Бригадир освітлювачів — Максим Калмиков
- Камермен — Дмитро Іванов
- Механіки візку — Кирило Сільванович і Артем Карако
- Постановник трюків — Сергій Головкін
- Піротехніки — Павло Яковлєв, Олександр Яковлєв, Роман Кадиков
- Музичний продюсер — Денис Дубовик
- Продюсер постпродакшн — Максим Абрамов
- Директор знімальної групи — Олексій Козлов
- Креативний продюсер — Ілля Бурец
- Провідний продюсер — Іван Самохвалов
- Лінійні продюсери ТВ-3 — Дарина Вовчанська, Дарина Романська
- Виконавчі продюсери ТВ-3 — Ольга Куренкова, Іван Голомовзюк
- Виконавчий продюсер — Олександра Ремізова
- Продюсери — Валерій Федорович, Євген Никишов, Олександр Цекало, Артур Джанібекян

## Зйомки і виробництво
Зйомки фільму пройшли в 2016 році в Псковській області і Санкт-Петербурзі, де була створена декорація села Диканька.
Виробництвом фільму «Гоголь. Початок» займалася продюсерська компанія Олександра Цекало «Середа», генеральний директор ТВ-3 Валерій Федорович, генеральний продюсер «ТВ-3» Євген Никишов (на той момент Федорович і Никишов були продюсерами «ТНТ») і Артур Джанібекян. Виробництво однієї серії «Гоголя» обійшлося приблизно в 29 000 000 рублів, в той час як збори першої частини кіносеріалу склали 444 485 278 рублів.

## Музика
| #   | Назва                                                 | Автор      | Тривалість |
| --- | ----------------------------------------------------- | ---------- | ---------- |
| 1.  | «Бабу вам привёз... покуражиться...»                  | Ryan Otter | 1:11       |
| 2.  | «В поисках истины..»                                  | Ryan Otter | 1:50       |
| 3.  | «Пять минут на сборы...»                              | Ryan Otter | 2:05       |
| 4.  | «Совсем нет крови...»                                 | Ryan Otter | 0:50       |
| 5.  | «Чем больше страданий, тем лучше писатель»            | Ryan Otter | 1:39       |
| 6.  | «Путь, который ведёт к цели...»                       | Ryan Otter | 1:32       |
| 7.  | «Перепёлочку попробуйте...»                           | Ryan Otter | 2:49       |
| 8.  | «Пойдёшь вслед за мной на адскую сковородку !»        | Ryan Otter | 0:58       |
| 9.  | «Всё движется в серебряной воде...»                   | Ryan Otter | 1:12       |
| 10. | «Иди спать, а свои пошлые истории при себе оставь...» | Ryan Otter | 1:21       |
| 11. | «Вы единственные кому я могу доверять...»             | Ryan Otter | 1:46       |
| 12. | «Гоголь»                                              | Скруджи    | 4:00       |

## Телепоказ
Прем'єра фільму в телевізійному ефірі відбулася 22 грудня 2017 року на телеканалі «ТВ-3». Показ пройшов з рейтингом 1,8 % і часткою 8,7 % цільової аудиторії «всі глядачі 14-44 років», що стало одним з кращих результатів для кіно на «ТВ-3» в 2017 році. Фільм зайняв 11 місце в топі найбільш рейтингових кінофільмів серед всіх телеканалів за період з 18 по 24 грудня 2017 року.

## Премії та нагороди
- У 2017 році фільм отримав премію фестивалю «Accolade Global Film Competition» в номінації «Award of Excellence» за видатний кінематографічний рівень[10][11] і премію фестивалю «The Indie Gathering International Film Festival» в номінації «TV pilot — foreign» за кращий зарубіжний пілот телевізійного серіалу[12].
- У 2018 році фільм отримав спеціальний приз Асоціації продюсерів кіно і телебачення в номінації «За успішний кінопрокат телесеріалу»[13] і премію «Global Music Awards» за саундтрек (Ryan Otter)[14].

## Факти
- Спочатку Олександр Цекало пропонував «Першому каналу» здійснити зйомки фільму, але через прагнення каналу поставити на паузу костюмовані історичні драми фільм був знятий на гроші ТНТ[15], однак внаслідок рішення керівника субхолдингу «Газпром-Медіа Розважальне Телебачення» Артур Джанібекян звільнити ТНТ ефір від драматичних серіалів було вирішено перемістити телевізійну прем'єру фільму на канал «ТВ-3»[16], однак напередодні кінопрем'єри сиквела «Гоголь. Вій» ТНТ все ж поставив фільм в свою ефірну сітку 1 квітня 2018 року[17].
- Композитор RyanOtter в шостий раз працює з режисером Єгором Барановим[18].
- В основі сюжету лежать не тільки твори Миколи Васильовича Гоголя, а також ті легенди про його особистість, які зародилися ще за життя письменника.
- У середині фільму Яків Петрович Гуро (герой Олега Меньшикова) запитує Гоголя: «А чи не випити нам по чарочці?». Це фраза іншого кіногероя Меньшикова — Костика з фільму «Покровські ворота»[19].
- Сцена з вершником у нічному лісі, коли персонажі ховаються від нього за деревом, є явним відсиланням до схожої сцени з фільму «Володар перснів. Братство кільця», у якій хоббіти намагаються сховатися від назгула. Також можна виявити безліч відсилань до інших фільмів і серіалів на кшталт «Місто гріхів», «Зловісні мерці», «Легіон», «Стара-стара казка», «Смерть їй до лиця», «Смерть Холмса» і т. д.
- В еротичній сцені Гоголь бачить то Лізу, то Оксану. Це пряме відсилання до фільму «Адвокат Диявола».
- Це друга спільна робота Олександра Петрова та Олега Меньшикова; першій був фільм «Тяжіння»[20].